# Gugu Mbatha-Raw
Gugulethu Sophia "Gugu" Mbatha-Raw (sinh ngày 21 tháng 4 năm 1983) /ˈɡuːɡuː əmˈbætəˌrɔː/, MBE, là một nữ diễn viên người Anh Quốc.

## Danh sách phim

### Điện ảnh
| Năm  | Tên                     | Vai                  | Ghi chú       |
| ---- | ----------------------- | -------------------- | ------------- |
| 2007 | Straightheads           | Young PA             |               |
| 2011 | Larry Crowne            | Talia                |               |
| 2012 | Odd Thomas              | Viola Peabody        |               |
| 2013 | Belle                   | Dido Elizabeth Belle |               |
| 2014 | Beyond the Lights       | Noni Jean            |               |
| 2015 | Jupiter Ascending       | Famulus              |               |
| 2015 | Concussion              | Prema Mutiso         |               |
| 2016 | Free State of Jones     | Rachel Knight        |               |
| 2016 | The Whole Truth         | Janelle              |               |
| 2016 | Miss Sloane             | Esme Manucharian     |               |
| 2017 | Beauty and the Beast    | Plumette             |               |
| 2018 | The Cloverfield Paradox | Ava Hamilton         |               |
| 2018 | Irreplaceable You       | Abbie                |               |
| 2018 | A Wrinkle in Time       | Dr. Kate Murry       |               |
| 2018 | Fast Color              | Ruth                 |               |
| 2018 | Farming                 | Ms. Dapo             | Hậu kỳ        |
| TBA  | Motherless Brooklyn     |                      | Đang sản xuất |